# Partito Patriottico Nazionale
Il Partito Patriottico Nazionale (in inglese: National Patriotic Party) è un partito politico liberiano fondato dall'ex Presidente della Liberia Charles Taylor e dove confluirono gli ex membri del Fronte Patriottico Nazionale della Liberia nel 1997 in seguito alla fine della prima guerra civile liberiana.